# L'erba delle notti
L'erba delle notti (L'Herbe des nuits) è un romanzo dello scrittore francese Patrick Modiano, Nobel per la letteratura 2014, pubblicato nella sua prima edizione nel 2012 dalla casa editrice parigina Gallimard e successivamente tradotto da Einaudi nel 2014.
Coerentemente con la poetica della memoria che Modiano sviluppa in tutta la sua narrativa, l'argomento è il tentativo di recuperare fatti e eventi del passato, alla ricerca di qualcosa e di qualcuno perduto nel tempo, nel corso di un andirivieni per le vie di Parigi descritte meticolosamente, quartiere per quartiere.

## Trama
(Jean)
Il romanzo ruota attorno al tentativo della voce narrante, Jean, scrittore solitario, di ricostruire la scomparsa vent'anni prima di una giovane donna da lui frequentata, Dannie. Jean riprende in mano un taccuino pieno di appunti che risalgono a quel tempo: nomi, numeri di telefono, riferimenti a eventi appuntamenti e nomi di strade. In quegli anni in cui egli viveva a Montparnasse, ricopiava sul quaderno centinaia di annunci presi da giornali e anche brevi testi; oltre a Dannie, giovane dalle molteplici identità di cui Jean è invaghito che abita nell'Unic Hotel, dagli appunti emerge una serie di personaggi equivoci (Gérard Marciano, Paul Chastagnier, Aghamouri, Duwelz, Georges) che frequentano locali come "66" vicino ai giardini di Luxembourg.
Jean legge il proprio diario come fosse la vita di un altro, ricostruendo poco per volta una Parigi anni sessanta, triste e malinconica: il passato è avvolto da una nebbia che non è possibile dipanare. Man mano che la storia affiora alla memoria, Jean rammenta quanto fosse innamorato di Dannie, gli ambienti ambigui che frequentava insieme a lei, gli uomini ai quali era legata e l'inchiesta della polizia dopo la scomparsa della donna.
La verità è un puzzle destinato a rimanere incompleto. La scrittura di Modiano, fatta di frasi brevi, sinuose, imbastisce un'atmosfera onirica, sottilmente ambigua, in cui passato e presente, ricordo e sogno, si confondono. Lo stesso Jean sembra rassegnato a non incontrare una soluzione alla propria ricerca.

## Personaggi
- Jean protagonista e voce narrante dell'intero romanzo, scrittore che lascia trasparire pochi dettagli autobiografici. In tutto il romanzo è alla continua ricerca di una verità irraggiungibile. Tenta invano di ricostruire e ricordare il suo passato, scavando nella memoria e ripercorrendo le stesse strade di vent'anni prima. Grazie ai suoi vecchi appunti scritti sul suo taccuino nero, riuscirà a ricostruire eventi e nomi.
- Lakhdar Gestore dell'Unic Hotel, spesso accompagnato da “Davin”. I due sembravano conoscere da lunga data Marciano, Paul Chastagner e Duwelz.
- Dannie Dominique Roger, giovane parigina dai capelli castano chiaro e dall'incarnato pallido, detta Dannie. Figlia di padre ignoto e di Andrée Lydia Roger, domiciliata all'epoca al 7 rue Narcisse -Diaz, XVI arrondissement. Donna dalle molteplici identità e dai molteplici nomi (Dannie R., Mireille Sampierry, Michelle Aghamouri, Jeannine De Chiullaud), di cui Jean è segretamente invaghito. I due si erano conosciuti alla caffetteria della Cité Universitaire, quando lei occupava una camera nel padiglione degli Stati Uniti e solo successivamente si sarebbe trasferita all' Unic Hotel con il nome di Jaennine de Chilluad. Legata a un gruppo di loschi individui, poi scomparsa, è il personaggio centrale di tutto il romanzo. Indagata dalla polizia per omicidio.
- Aghamouri Ghali, nato il 6 Giugno 1938 a Fez. Sedicente studente, occupava una stanza nel padiglione del Marocco alla Citè Universitaire. Membro dei servizi di sicurezza marocchini. Intratteneva stretti rapporti con il gestore dell'Unic Hotel. Sposato con Michelle Aghamouri, impegnato forse in una relazione clandestina con Dannie. Anche lui indagato dalla polizia per l'omicidio al 46 bis, quai Henri – IV.
- Chastagnier Paul Emmanuel. Uomo sulla quarantina, alto e bruno. Sempre elegante indossa completi grigi e cappotti blu scuro. Utilizza una Lancia rossa targata 1934GD75. Non esercita una professione precisa. Indagato anche lui dalla polizia, aveva già scontato precedentemente alcuni anni di carcere.
- Georges B. Detto Rochard, capelli castano chiaro, naso dritto e sporgente. Colui che aveva procurato a Dannie i documenti falsi. Considerato il più “pericoloso” di tutti perché intrattiene stretti rapporti con un amico dell'Ambasciata Marocchina.
- Duwelz indagato anche lui per l'omicidio al 46 bis, ostenta sempre un aspetto curato: baffi biondi, cravatta, completo grigio. Frequenta assiduamente L'Unic Hotel assieme a Georges B., Paul Chastagnier, Gérard Marciano ecc. ecc.
- Gérard Marciano Bruno con la pelle bianca, di bassa statura. Ha una cicatrice di 2 cm e mezzo sul sopracciglio sinistro.  Amico di lunga data di Aghamouri, che lo aveva presentato a Dannie quando entrambi abitavano alla Cité Universitaire.  Nonostante la differenza di età è anche in grande confidenza con Paul Chastagnier e Duwlez. Esaminato dalla polizia per il delitto al 46 bis.
- Langlais è un uomo castano di altezza media con grandi occhi azzurri. Colui che aveva interrogato Jean in un ufficio di un palazzo del quai de Gesvres, segue le indagini relative all'assassinio al 46 bis, quai Henri – IV.  Per una serie di coincidenze i due si rincontrano circa vent'anni dopo a quell'interrogatorio ed in seguito ad un breve colloquio Langlais consegnerà a Jean il fascicolo incompleto della vicenda che lo riguardava vent'anni prima e successivamente archiviata. In questi documenti Jean ritrova i nomi dei suoi vecchi amici e anche quello di Dannie.

## Costanti narrative
- Tempo e spazio in tutto il romanzo, Patrick Modiano riprende un espediente narrativo tipico della sua produzione: la fusione tra passato, presente e sogno. Su tale procedimento narrativo, che caratterizza ogni opera dell'autore, si basa l'intero romanzo. Il ricordo e la memoria divengono, dunque, mezzi necessari e fondamentali che permettono la coesistenza tra due livelli temporali: quello passato e quello presente. All'interno dell'opera i mutamenti temporali dal presente al passato e dal passato al presente non sono mai annunciati, piuttosto con grande naturalezza il narratore-protagonista passa da una condizione presente a una passata e da una condizione passata a una presente di capitolo in capitolo, attraverso l'uso di analessi e prolessi. Contemporaneamente anche la dimensione spaziale è mutevole, i luoghi variano e differiscono in base al parametro temporale.
- Ricordo e memoria grande rilevanza in tutto il racconto assumono il ricordo e la memoria. In ogni capitolo, infatti, il narratore-protagonista rammenta dettagli, episodi ed incontri legati al suo passato che permettono di dare ulteriori chiarimenti e giustificazioni sulla sua vita trascorsa.
- Caso la costante narrativa del caso compare negli ultimi capitoli del romanzo, quando il protagonista Jean si ritrova nel XIII arrondissement, sul marciapiede di place d'Italie in procinto di tornare a casa, quando si accorge di non aver soldi con sé. Ripercorrendo a piedi le strade di Parigi, giunge all'angolo di avenue de la Sœur -Rosalie. Soffermatosi davanti ad un caffè, Jean viene riconosciuto da un uomo di una certa età a lui familiare: Langlais. Da lì a poco Langlais consegnerà a Jean il fascicolo contenente i documenti dell'inchiesta incompleta e archiviata relativa ai suoi amici. Il caso diventa così l'espediente narrativo che permette al protagonista-narratore di evocare e fare chiarezza su diverse vicende.